# Orden vom Stachelschwein

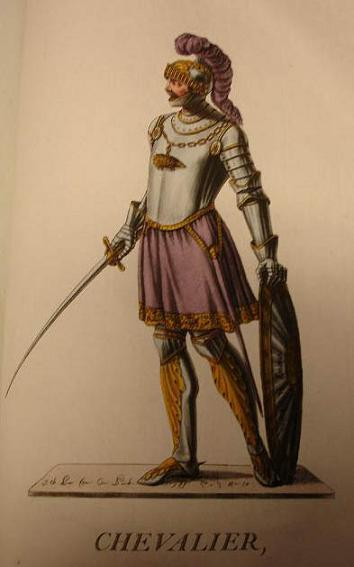
Ritter mit Ordenskette des Orden vom Stachelschwein

Der Orden vom Stachelschwein (französisch Ordre du Porc-Épic) oder Orden von der Halsberge (französisch Ordre du Camail) war ein weltlicher französischer Ritterorden, der von einer Seitenlinie des Hauses Valois gestiftet wurde. Er wurde 1394 begründet und bestand bis in das 16. Jahrhundert.

## Geschichte

### Gründung und Mitgliederschaft
Der Orden wurde 1394 von Ludwig von Valois, Herzog von Orléans aus Anlass der Geburt oder der Taufe seines ersten Sohnes Karl gegründet.
Der Orden war einklassig und die Mitglieder mussten nachweisen, dass alle ihre vier Großeltern dem Adelsstand angehört hatten (Adelsprobe). Häufig findet sich auch die Angabe, der Gründer habe die Mitgliederzahl des Ordens auf 25 beschränkt. Diese Zahlenangabe könnte aber auch durch ein Missverständnis entstanden sein, da Ludwigs Sohn Karl gegen Ende seiner langen Gefangenschaft in England (1415–1440) den Orden auf einen Schlag an 25 Ritter neu verlieh. Dies waren aber nicht die einzigen Verleihungen durch Karl, so wurden kurz darauf nach seiner Rückkehr nach Frankreich weitere Personen mit dem Orden geehrt. Für das Jahr 1438 ist bezeugt, auch zwei Frauen (ein Fräulein Murat und eine Madame Potron de Saintrailles) mit dem Orden ausgezeichnet wurden.

### Bedeutung
Während Herzog Ludwig sich zu Beginn seiner Regierungstätigkeit mit dem Wolf ein als angriffslustig und räuberisch empfundenes Tier zum persönlichen Emblem gewählt hatte, ging er in der Phase der Ordensgründung zu einer weniger aggressiven Symbolik über – was durchaus seiner Politik in dieser Zeit entsprach. Dementsprechend verweisen die beiden Symbole des 1394 gegründeten Ordens auf eine Position der wehrhaften, aber defensiv ausgerichteten Stärke. Mit der Halsberge (französisch camail) wählte er einen Teil der ritterlichen Schutzrüstung, die Wahl des Stachelschweins hingegen beruhte auf einem alten zoologischen Irrglauben: Bereits seit der Antike herrschte die Ansicht vor, dass das Stachelschwein durch seine Stacheln nicht nur vor Fressfeinden geschützt sei, sondern diese auch auf entfernte Gegner abschießen könne. Auf diese Annahme geht auch die Devise des Ordens vom Stachelschwein zurück: „Cominus et eminus“ (ungefähr: „Von nah und von fern“) ist ein Ausdruck der Wehrhaftigkeit und verweist sinnbildlich auf die Fähigkeiten des Stachelschweins im Fern- wie im Nahkampf.
Ziel des Ordens war, die Loyalität bedeutender Adelsfamilien zum Haus Valois-Orléans zu stärken. Dies äußert sich auch in dem Treueschwur, den jedes neue Ordensmitglied auf den Staat, den König und die Religion schwören musste. Durch die Etablierung eines intensiv vermarkteten persönlichen Symbols ahmte Herzog Ludwig vermutlich das Vorbild des Königs Karl VI. (Regierungszeit 1380–1422) nach, der mit dem weißen Hirsch bereits ein vergleichbares Signet etabliert hatte, wohingegen Ludwigs Standesgenossen (etwa Philipp der Kühne von Burgund oder Johann von Berry) nicht über ein solches Zeichen verfügten. Teilweise wird in der Forschung auch eine konkrete Stoßrichtung des Stachelschweins als Symbol gegen das Herzogtum Burgund angenommen.
Die Symbole Stachelschwein und Halsberge sind in einige Kunstwerke der Zeit eingegangen, deren Auftraggeber den Orden angehörten. Auch der Gründer selbst nutzte die Ordenssymbolik intensiv und ließ das Stachelschwein etwa auf seiner Turnierrüstung, seinen Zelten und diversen Schmuck- und Gebrauchsgegenständen abbilden.

### Auflösung

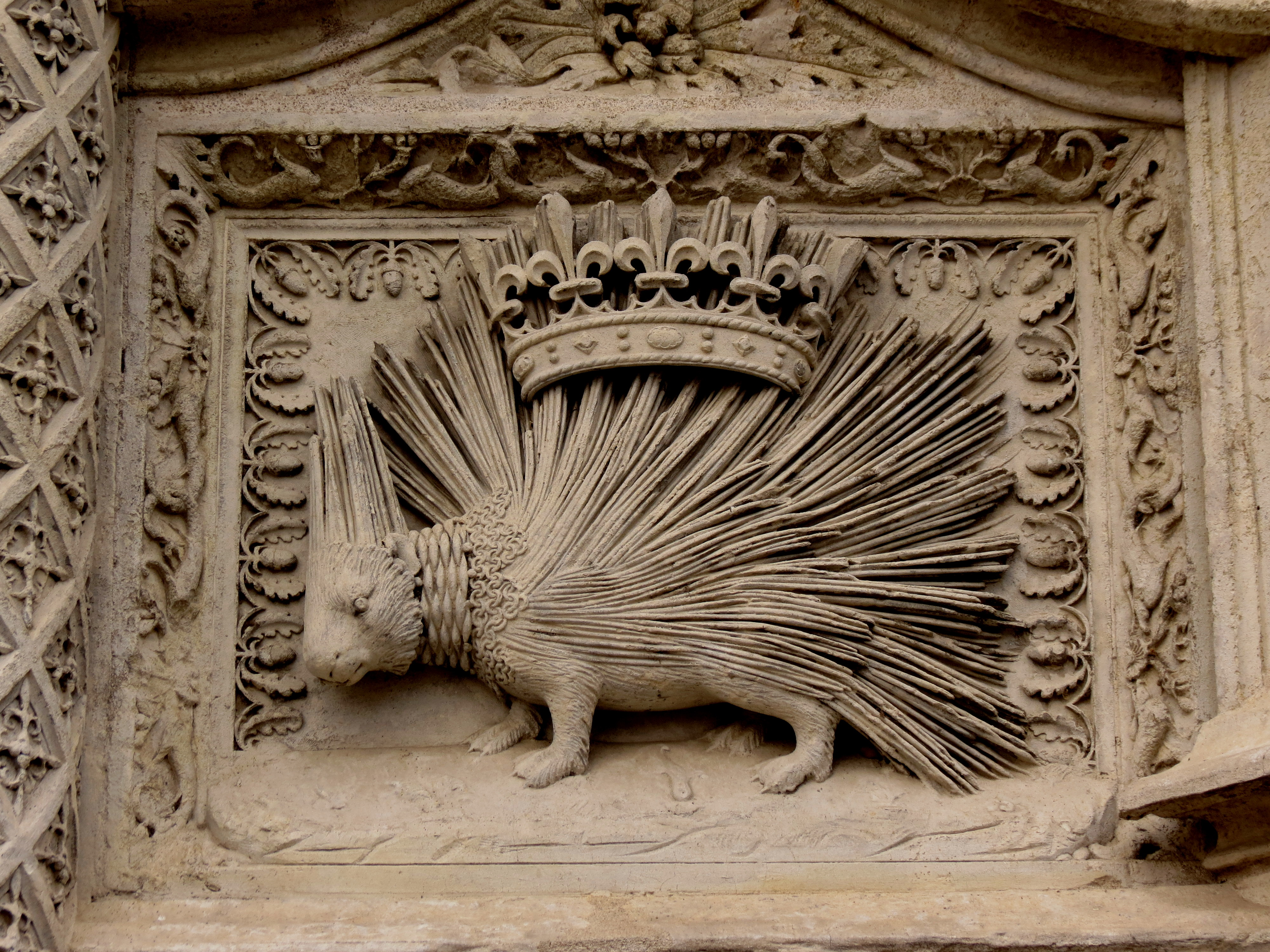
Relief mit Darstellung eines Stachelschweins in dem von Ludwig XII. errichteten Flügel von Schloss Blois

Als Ludwig von Valois, der Sohn Karls und Enkel des Ordensgründers, 1498 als Ludwig XII. französischer König wurde, wählte er die Devise „Cominus et eminus“ als persönlichen Wahlspruch und das Stachelschwein als sein Symboltier, das er unter anderem auch auf seinen Flaggen und Medaillen, in den von ihm errichteten Schlössern, aber auch auf seinen Manuskripten abbilden ließ und das auch bei den feierlichen Einzügen des Königs gezeigt wurde. Zur Geschichte des Ordens in dieser Phase existieren in der Literatur jedoch unterschiedliche Darstellungen. Teilweise wird angenommen, Ludwig habe trotzdem bereits bei seiner Thronbesteigung den Orden aufgelöst. Andere Autoren geben an, Ludwig XII. habe den Orden wiederbelebt und die Zahl der Mitglieder erhöht. Aufgelöst worden oder in Vergessenheit geraten sei der Orden dann erst im Laufe des 16. Jahrhunderts.

## Ordensdekoration
An einer goldenen Kette hing ein goldenes Stachelschwein. Unterhalb befand sich die Devise  „Cominus et eminus“. In einem Ring mit einem Edelstein war eine Gemme mit dem Bild eines Stachelschweins geschnitten. Zum Orden wurde eine Ordenstracht getragen. Der Mantel war aus Samt und seine Farbe war violett. Aus Hermelinpelz war der dazugehörige Umhang.